# Отмон

Кантон Отмон в составе округа Авен-сюр-Эльп

Отмо́н (фр. Hautmont) — упраздненный кантон во Франции, регион Нор — Па-де-Кале, департамент Нор. Входил в состав округа Авен-сюр-Эльп. Упразднен в результате реформы 2015 года.
В состав кантона входили коммуны (население по данным Национального института статистики за 2011 г.):
- Бофор (963 чел.)
- Бусьер-сюр-Самбр (526 чел.)
- Лимон-Фонтен (581 чел.)
- Нёф-Мениль (1 273 чел.)
- Отмон (14 115 чел.)
- Сен-Реми-дю-Нор (1 176 чел.)
- Эклеб (278 чел.)

## Экономика
Структура занятости населения:
- сельское хозяйство — 2,5 %
- промышленность — 21,4 %
- строительство — 9,3 %
- торговля, транспорт и сфера услуг — 33,6 %
- государственные и муниципальные службы — 33,2 %

Уровень безработицы (2010) - 23,7 % (Франция в целом - 12,1 %, департамент Нор - 15,5 %). 

Среднегодовой доход на 1 человека, евро (2010) - 16 058 (Франция в целом - 23 780, департамент Нор - 21 164).

## Политика
На президентских выборах 2012 г. жители кантона отдали Марин Ле Пен в 1-м туре 28,2 % голосов против 26,6 % у Франсуа Олланда и 23,2 % у Николя Саркози, во 2-м туре в кантоне победил Олланд, получивший 51,8 % голосов (2007 г. 1 тур: Саркози - 28,6 %, Сеголен Руаяль - 23,2 %; 2 тур: Саркози - 54,4 %). На выборах в Национальное собрание в 2012 г. по 12-му избирательному округу департамента Нор они в 1-м туре отдали большинство голосов - 42,3 % - своему представителю в Генеральном совете департамента Жоэлю Вильмотту, выступавшему в качестве независимого правого кандидата, но в целом по округу он во 2-й тур не вышел, и победу в нем одержал кандидат Социалистической партии Кристиан Батай, набравший 53,4 % голосов. (2007 г. 24-й округ. Ален Пуар (СНД): 1-й тур - 42,2 %, 2-й тур - 52,5 %). На региональных выборах 2010 года избиратели отвернулись от «правых»: список социалистов собрал больше всех голосов — 26,2 % уже в 1-м туре, а во 2-м туре единый «левый список» с участием коммунистов и «зеленых» получил 47,6 %, в то время как «правые» с 24,2 % заняли лишь третье место, пропустив на второе Национальный фронт (28,2 %).
|  | Кандидат        | Партия                    | % голосов |
|  | --------------- | ------------------------- | --------- |
|  | Жоэль Вильмотт  | Союз за народное движение | 65,71     |
|  | Фредерик Дивина | Социалистическая партия   | 27,00     |
|  | Жак Мулье       | Коммунистическая партия   | 5,82      |
|  | Ги Дютрон       | Крайне-левые партии       | 1,47      |